# Bolechów (gmina)
Bolechów – dawna gmina wiejska w powiecie dolińskim województwa stanisławowskiego II Rzeczypospolitej. Siedzibą gminy było miasto Bolechów, które stanowiło osobną gminę miejską.
Gminę utworzono 1 sierpnia 1934 r. w ramach reformy na podstawie ustawy scaleniowej z dotychczasowych gmin wiejskich: Czołhany, Gerynia, Hoszów, Huziejów Nowy, Huziejów Stary, Podbereż, Taniawa i Tiapcze.
Po II wojnie światowej obszar gminy został odłączony od Polski i włączony do Ukraińskiej SRR.